# Ilha do Caranguejo
A Ilha do Caranguejo (ou Ilha dos Caranguejos) é uma ilha localizada no estuário do Mearim, ao sul da Baía de São Marcos a cerca de 30 quilômetros de Ilha de São Luís, entre Bacabeira e Cajapió (à qual a ilha pertence politicamente) e é a segunda maior ilha do Maranhão. A ilha é uma reserva ecológica (APA da Baixada Maranhense), deserta e misteriosa, só é visitada por pescadores e catadores de caranguejo.

## Histórico
No final do século XIX, César Marques descrevia a ilha como sendo cercada por mangues e o centro formado por campos e lagoas, assim como a Baixada Maranhense. A abundância de animais tornava a ilha adequada pra caça, com patos, carões, guarás, onças, cutias, pacas, macacos, jurarás, cobras e caranguejos de grande tamanho. Ele destaca o fato de, apesar da sua extensão, a ilha ser inabitável devido à grande quantidade de mosquitos que em algumas épocas, impediam pessoas de permanecer no local. Durante a maré vazante, onças atravessavam a baía a nado em direção a Cajapió ou Anajatuba.

## Relatos sobre extraterrestres
É conhecida pelas muitas histórias e lendas evolvendo OVNIs, o que atraiu cientistas do Brasil e estrangeiros ao local. Também, casos verdadeiros, como o que aconteceu em 25 de abril de 1977, um barco com quatro pescadores a bordo: um deles amanheceu ileso, no dia seguinte. Dos outros três que estavam feridos, um acabou morrendo. Depois desse caso, foram relatadas aparições de OVNIs também em várias cidades da Baixada Maranhense.